# Баев, Александр Александрович
Алекса́ндр Алекса́ндрович Ба́ев (28 декабря 1903 [10 января 1904], Чита — 31 декабря 1994, Москва) — советский и российский биохимик, врач, учёный. Основные работы посвящены биотехнологии, генетике и молекулярной биологии.
Первым в Советском Союзе и одним из первых в мире осуществил структурно-функциональное изучение нуклеиновых кислот (РНК и ДНК). участвовал в выделении и изучении гормона роста человека. Являлся автором и руководителем научно-исследовательской программы по изучению генома человека.
Лауреат Государственной премии СССР (1969), академик АН СССР (1970), Герой Социалистического Труда (1981), академик РАСХН (1985), академик РАН (1991). Являлся почётным членом 7 иностранных академий. Опубликовано около 900 научных трудов, в том числе 17 книг и брошюр. Имеет 22 авторских свидетельства и 1 иностранный патент на изобретения. Ряд трудов опубликован за пределами России.
Подвергся сталинским репрессиям, 17 лет провёл в лагерях. Член КПСС с 1964 года.

## Биография

### Молодые годы
Родился 10 января 1904 года (28 декабря 1903 года по старому стилю) в Чите. Отец — Александр Александрович Баев (1873—1914), адвокат. Мать — Манефа Александровна Баева (урождённая Николаева) (1879—1938). В 1912 (по другим данным — в 1914) году в связи со смертью отца вместе с матерью переехал в Казань, где жил в семье деда — владельца небольшого судоремонтного и судостроительного завода. Во время революции семья деда потеряла все деньги, в связи с чем с 1918 году А. Баев был вынужден пойти работать. Он продавал папиросы, а затем занимался статистикой преступлений в Казанском уголовном розыске.
В 1921 году Александр Баев окончил среднюю школу. Хотел поступить на медицинский факультет Казанского университета, но не был принят из-за непролетарского происхождения. Поступил на естественное отделение физико-математического факультета Казанского университета, а через год смог перевестись на медицинский факультет. В 1923 году его отчислили опять же по причине происхождения, а затем восстановили. Несмотря на это, Баев успешно окончил университет в 1927 году. После окончания университета в 1927—1930 годах занимался медицинской практикой в деревне, недалеко от Казани. В 1930 году поступил в аспирантуру на кафедре биохимии Казанского медицинского института. Научную деятельность начинал под руководством профессора кафедры биохимии Владимира Энгельгардта. В 1932 году получил должность ассистента на кафедре биохимии.
Предположительно был женат на дочери казанского врача-бактериолога С. Т. Вельховера — Татьяне Сергеевне Вельховер, но вскоре развёлся. От брака остался сын Александр. Сам факт женитьбы и наличия сына упоминается в воспоминаниях второй жены Е. В. Баевой.
В 1935 году вслед за Энгельгардтом переехал в Москву вместе с матерью, чтобы продолжить работу в его лаборатории в Институте биохимии АН СССР. Занимался биохимией процессов дыхания и превращениями аденозинтрифосфорной кислоты в клетке. Диссертационная работа была посвящена прямому анализу превращений АТФ энзиматическим методом посредством аденилатдезаминазы Шмидта. Весной 1937 года диссертация была закончена, но так и не была защищена.

### Первое заключение
30 апреля 1937 года Баева арестовали по обвинению в контрреволюционной деятельности в составе подпольной организации «молодых бухаринцев», якобы намеревавшихся убить Сталина и реставрировать капитализм в стране. В своей автобиографии Баев предполагает, что причиной обвинений был готовящийся судебный процесс над Николаем Бухариным, который состоялся в 1938 году и закончился его расстрелом. В течение двух месяцев Баев содержался в Бутырской тюрьме. Затем был отправлен на следствие в Казань, где стоически перенёс все допросы и смог никого не оклеветать. 19 сентября 1937 года в Лефортовской тюрьме решением ВКВС приговорен по ст. 17, 58-8 и 58-11 УК РСФСР «к тюремному заключению сроком на 10 лет с поражением политических прав на 5 лет». После примерно двух недель в Бутырской тюрьме и месяца во Владимирской — по этапу был отправлен в Соловецкий лагерь особого назначения(СЛОН). 10 месяцев провёл в общей камере на острове Большая Муксолма, затем его поместили в камеру в Соловецком кремле.
Чтобы облегчить духовную составляющую тюремного существования Александр Баев решает активно заняться умственной деятельностью. Для занятий он выбирает высшую математику и чтение литературы на французском, немецком и английском языках. В одной камере с Баевым находился Александр Яковлевич Вебер, народный комиссар просвещения Республики немцев Поволжья, с которым Александр практиковался в немецком языке.
Летом 1939 Баева, как и других узников Соловецкой тюрьмы, стали водить на работу, продолжавшуюся несколько недель. Учёный работал на кладбище (раскопка могил монахов), либо на пляже (уборка валунов — подготовка взлётно-посадочной полосы).

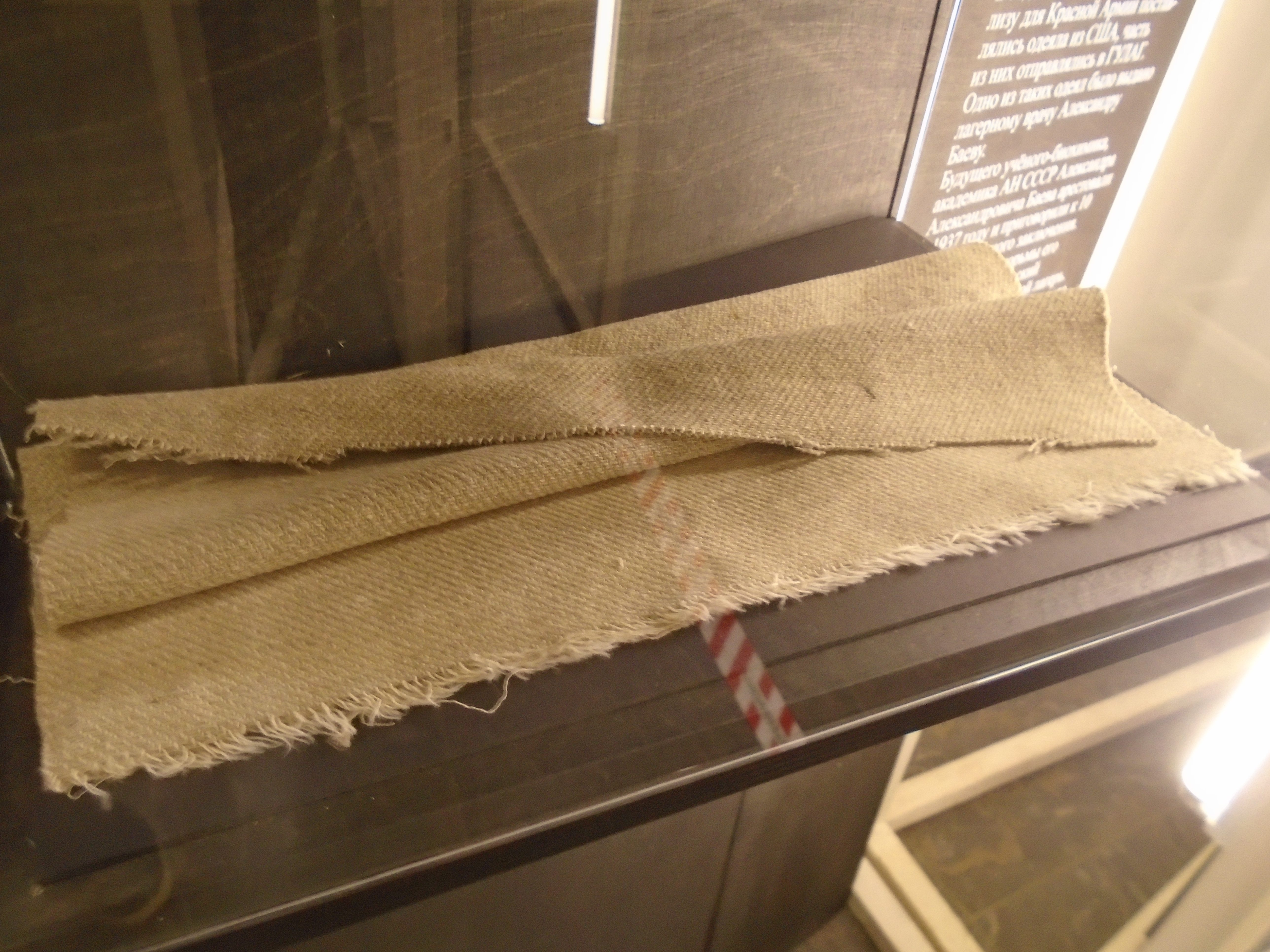
Фрагмент лагерного одеяла Баева

В июне 1939 при ликвидации Соловецкой тюрьмы этапирован морем в Дудинку, оттуда по железной дороге в Норильск. Работал в лагерной амбулатории, затем с августа 1939 года врачом городской больницы, обслуживал вольнонаёмных. Руководил терапевтическим, детским и инфекционным отделениями. В 1940—1947 годах — лагерный врач, затем врач больницы Норильского металлургического комбината.

### Между арестами
В 1944 году женился на вдове Екатерине Владимировне Косякиной (урождённой Янковской). В Норильске у них появилось двое детей. 30 апреля 1944 досрочно освобождён за работу во время войны без права выезда из Норильска.
После освобождения Александр Александрович решает вернуться в науку. Благодаря помощи Владимира Энгельгардта, сохранившего текст кандидатской диссертации Баева, закончил работу над ней. В 1945—1946 годах Энгельгардт и академик Леон Орбели ходатайствовали о возвращении Александра Баева в Москву, но получили отказ, смогли добиться только разрешения приехать на один месяц для переработки диссертации. В июне 1946 (по другим данным летом 1947) получил разрешение на поездку в Ленинград, где защитил диссертацию на соискание учёной степени кандидата биологических наук в Институте физиологии у Леона Орбели.
В 1947 получил разрешение на переезд из Норильска, но такие города, как Москва и Ленинград, всё ещё оставались закрытыми для него. В итоге он с семьёй переезжает в Сыктывкар. Работает заведующим лабораторией биохимии Коми филиала Академии наук СССР.

### Второй арест
28 февраля 1949 года Баева арестовывают повторно, по старому обвинению. 25 мая постановлением Особого совещания при МГБ СССР приговаривается к вечной ссылке в Сибири. Отбывал ссылку (1949—1954) в селе Нижнешадрино Ярцевского района Красноярского края, где заведовал сельской больницей.
Осенью 1949 в Нижнешадрино приехала жена Баева с детьми, устроилась лаборанткой в больничную лабораторию. Во время ссылки Александр Баев состоял в постоянной переписке с Энгельгардтом.

### Научная деятельность
Научную деятельность А. Баева можно разделить на пять перекрывающихся периодов: 1930—1937 — циклические превращения АТФ при дыхании клетки; 1960—1969 — первичная структура транспортных РНК и «разрезанные молекулы»; с 1969 — рекомбинантные ДНК; с 1972 — биотехнология; с 1987 — геном человека.
В 1954 году Александр Баев был освобождён и вернулся в Москву, но полностью его реабилитировали только 11 сентября 1957 года. В 1954—1959 годах он работал старшим научным сотрудником Института биохимии им. А. Н. Баха АН СССР. Возвратившись в лабораторию Энгельгардта в конце 1950-х годов, Баев продолжил работу над развитием биоэнергетических концепций. Первым делом Баев завершил опыты с ресинтезом АТФ в эритроцитах голубя, которые были не закончены в 1937 году, а именно — провёл идентификацию продуктов распада АТФ при выключении дыхания и ресинтеза в аэробных условиях. На этом закончился первый этап научной деятельности учёного.
В 1959 году направление исследований Баева изменилось коренным образом: в сферу его интересов попали нуклеотиды клетки. В 1959 году Энгельгардтом был организован Институт радиационной физико-химической биологии (ныне Институт молекулярной биологии им. В. А. Энгельгардта РАН), где Баев получил должность старшего научного сотрудника, затем стал заведующим лабораторией, потом отделом (генной инженерии), и советником. Там он проработал вплоть до 1994 года.
В 1964 году Баев вступил в КПСС, что объяснял для себя желанием определённой свободы и возможности жить и работать в соответствии со своими представлениями.
В институте Баев возглавил группу молодых исследователей, куда вошли Татьяна Венкстерн, Андрей Мирзабеков, Р. И. Татарская, В. Д. Аксельрод, Нина Михайловна Абросимова-Амельянчик, А. И. Крутилина и Л. Ли, занявшихся проблемой структуры нуклеиновых кислот. Баев надеялся прийти к пониманию функциональных свойств биополимеров через их структуры, и полагал, что наилучшим объектом исследования может являться тРНК. В 1967 году добился значительного успеха, расшифровав первичную структуру валиновой тРНК 1. За эти исследования Баеву и его сотрудникам в 1969 году была присуждена Государственная премия СССР — первая в стране премия в области молекулярной биологии. Впоследствии этой группой учёных была определена первичная структура тРНК 2 и 3. После этого работа была свёрнута, так как не оправдалось главное предположение — не удалось найти связи между структурой тРНК и её функциональностью.
В 1967 году Александр Баев становится доктором биологических наук, а в 1970 году — академиком Академии наук СССР. В 1976—1979 годах являлся президентом международного биохимического союза, а с 1988 — председателем Научного совета программы «Геном человека».
После этого Баев занимался разработкой метода изучения функциональной топологии тРНК («метод „разрезанных“ молекул»: изучение функциональных свойств половин, четвертей и других фрагментов тРНК). Эксперименты показали, что в растворе происходит самосборка фрагментов валиновой тРНК 1 и частичное восстановление её способности к взаимодействию с аминоацил-тРНК-синтетазой. Исследованы были и другие функции — взаимодействие с рибосомами, метилирование, а также вторичная структура агрегированных молекул. Работы были прекращены по тем же причинам, что и анализ первичной структуры тРНК.
Позже Баев начал развивать новое в СССР направление работ — структурные исследования ДНК, способствовал созданию биотехнологической промышленности.
В 1980-е гг. учёный обратился к новой в то время области изучения структуры и функции генома человека. Для организации исследований в этой области Баев создал и возглавил специальный Научный совет по проблемам генома человека. И до конца своих дней он патронировал отечественные работы в этом направлении, добивался их государственной поддержки.

### Последние годы
В 1971—1980 годах являлся профессором филиала биологического факультета Московского государственного университета в Пущине.
В 1981 году Баеву присуждено звание Героя Социалистического Труда.
Александр Александрович Баев скончался 31 декабря 1994 года.

Могила Баева

Похоронен в Москве на Кунцевском кладбище.

## Семья
- Первая жена — Татьяна Сергеевна Вельховер, разведены[5].
  - Сын — Александр[5].
- Вторая жена (с 1944) — Екатерина Владимировна Баева (урожденная Янковская, в первом браке Косякина) (1915—2004)[6]
  - Сын — Алексей[6]
  - Дочь — Татьяна (1947—2025) — правозащитница, в 1968 году участвовала в демонстрации против введения советских войск в Чехословакию[6][7].

## Награды и звания
- Главный редактор журнала «Доклады АН СССР» (1972—1990)
- Член Международного общества по происхождению жизни (1970), Европейской молекулярно-биологической организации (EMBO, 1976). Президент Международного биохимического союза (1976). Член многих других международных научных обществ и редакций научных журналов.
- Почетный доктор Грейфсвальдского университета имени Э. М. Арндта (ГДР, 1975).
- Почетный член Венгерской академии наук (1976), Польской Академии наук (1977), Действительный член Германской академии естествоиспытателей «Леопольдина» (1973), иностранный член АН ГДР (1974) и Болгарской АН (1986).
- Президент Международного биохимического союза (1976—1978).
- Член Американского биохимического общества (1977).
- Герой Социалистического Труда (1981). Награждён орденами Ленина (1974, 1981), Октябрьской Революции (1984), «Кирилла и Мефодия» I степени (Болгария, 1977).
- Председатель Научного совета АН СССР по проблемам биотехнологии (1981), Научного совета «Геном человека» (1989).
- Академик РАСХН (с 1985; до 1992 г. — ВАСХНИЛ).
- Лауреат Государственной премии СССР (1969, первый учёный в СССР, удостоенный этой премии за работы в области молекулярной биологии), премии СМ СССР (1981), Демидовской премии (Неправительственный научный Демидовский фонд, РФ, 1994).
- Награждён золотой медалью «За заслуги перед наукой и человечеством» (ЧССР, 1977), золотой медалью им. В. А. Энгельгардта (РАН, 1994).

## Публикации

### Научные работы
Опубликовал более 700 научных работ в советских и иностранных журналах и изданиях, подготовил множество специалистов в области молекулярной биологии.
- Энзиматический анализ превращении аденозинтрифосфорной кислоты в ядерных эритроцитах в связи с дыханием и гликолизом (Биохимия. 1937. Т. 2);
- «К вопросу о болезни крови на Крайнем Севере» (статья и доклад на конференции врачей в больнице комбината), 1945 г.;
- «Справочник по питанию грудных младенцев» (издан и читался по 15 минут ежедневно по радио), 1945 г.;
- «Электрические явления в атмосфере, в частности ионы» (доклад для врачей по метеорологическим данным по Норильску и «Ламе»), 1945 г.;
- «О медицинском отборе кадров для работы на Крайнем Севере в связи с климатическим фактором» (совместно с доктором З. И. Розенблюмом), 1945 г.
- «Радиационные ресурсы Норильска» (доклад на конференции врачей), 1946 г.;
- Первичная структура валиновой транспортной РНК-1 пекарских дрожжей (Молекулярная биология. 1967. Т. 1, вып. 5, в соавт.);
- Функциональные свойства фрагментов молекулы валиновой транспортной РНК (Там же, вып. 6).
- Спектры поглощения минорных компонентов и некоторых олигонуклеотидов рибонуклеиновых кислот / Соавт. Т. В. Венкстерн. — 2-е перераб. и расшир. изд. — М.: Наука, 1967. — 79 с.
- Биотехнология — союз науки и производства / Соавт. В. А. Быков. — М.: Сов. Россия, 1987. — 125 с.
- Таинственный язык наследственности. — М.: Науч. совет гос. науч.-техн. прогр. «Геном человека», 1993. — 16 с.
- «Геном человека»: некоторые этико-правовые проблемы настоящего и будущего // Человек. 1995. № 2. С. 6-13.